# Atletismo nos Jogos Pan-Americanos de 2015 - 100 m com barreiras feminino
A competição dos 100 m com barreiras feminino foi um dos eventos do atletismo nos Jogos Pan-Americanos de 2015, em Toronto. Foi disputada no Estádio CIBC de Atletismo Pan e Parapan-Americano no dia 21 de julho.

## Calendário
Horário local (UTC-4).
| Data        | Horário | Fase      |
| ----------- | ------- | --------- |
| 21 de julho | 18:15   | Semifinal |
| 21 de julho | 20:50   | Final     |

## Medalhistas
| Ouro   | USA Queen Harrison |
| Prata  | USA Tenaya Jones   |
| Bronze | CAN Nikkita Holder |

## Recordes
Recordes mundial e pan-americano antes da disputa dos Jogos Pan-Americanos de 2015.
| Tipo                             | Atleta                 | Tempo | Local          | Data                 |
| -------------------------------- | ---------------------- | ----- | -------------- | -------------------- |
|                                  | Yordanka Donkova       | 12.21 | Stara Zagora   | 20 de agosto de 1988 |
| Recorde dos Jogos Pan-Americanos | Delloreen Ennis-London | 12.65 | Rio de Janeiro | 25 de julho de 2007  |

## Resultados

### Semifinal
| Colocação | Bateria | Atleta           | Nacionalidade            | Tempo | Vento | Notas |
| --------- | ------- | ---------------- | ------------------------ | ----- | ----- | ----- |
| 1         | 2       | Queen Harrison   | USA Estados Unidos       | 12.72 | +2.3  | Q     |
| 2         | 1       | Tenaya Jones     | USA Estados Unidos       | 12.81 | +2.6  | Q     |
| 3         | 1       | Kimberly Laing   | JAM Jamaica              | 12.86 | +2.6  | Q     |
| 4         | 1       | Yvette Lewis     | PAN Panamá               | 12.92 | +2.6  | Q     |
| 5         | 2       | Nikkita Holder   | CAN Canadá               | 12.96 | +2.3  | Q     |
| 6         | 1       | Phylicia George  | CAN Canadá               | 13.00 | +2.6  | q     |
| 7         | 1       | Brigitte Merlano | COL Colômbia             | 13.01 | +2.6  | q     |
| 8         | 1       | Adelly Santos    | BRA Brasil               | 13.08 | +2.6  |       |
| 9         | 1       | Akela Jones      | BAR Barbados             | 13.10 | +2.6  |       |
| 10        | 2       | Kierre Beckles   | BAR Barbados             | 13.14 | +2.3  | Q     |
| 11        | 2       | Lavonne Idlette  | DOM República Dominicana | 13.14 | +2.3  |       |
| 12        | 1       | Adanaca Brown    | BAH Bahamas              | 13.18 | +2.6  |       |
| 13        | 2       | Devynne Charlton | BAH Bahamas              | 13.22 | +2.3  |       |
| 14        | 2       | Fabiana Moraes   | BRA Brasil               | 13.28 | +2.3  |       |
| 15        | 2       | Genesis Romero   | VEN Venezuela            | 13.37 | +2.3  |       |
| 16        | 2       | Belkis Milanes   | CUB Cuba                 | 13.45 | +2.3  |       |
| 17        | 2       | Monique Morgan   | JAM Jamaica              | DNS   |       |       |

### Final
Vento: +1.4
| Colocação         | Faixa | Atleta           | Nacionalidade      | Tempo | Notas                            |
| ----------------- | ----- | ---------------- | ------------------ | ----- | -------------------------------- |
| Medalha de ouro   | 4     | Queen Harrison   | USA Estados Unidos | 12.52 | Recorde dos Jogos Pan-Americanos |
| Medalha de prata  | 3     | Tenaya Jones     | USA Estados Unidos | 12.84 |                                  |
| Medalha de bronze | 6     | Nikkita Holder   | CAN Canadá         | 12.85 | Recorde da temporada             |
| 4                 | 5     | Kimberly Laing   | JAM Jamaica        | 12.95 |                                  |
| 5                 | 2     | Phylicia George  | CAN Canadá         | 13.00 |                                  |
| 6                 | 1     | Brigitte Merlano | COL Colômbia       | 13.24 |                                  |
| 7                 | 7     | Kierre Beckles   | BAR Barbados       | 13.24 |                                  |
| 8                 | 8     | Yvette Lewis     | PAN Panamá         | 13.29 |                                  |

Legenda
| Recorde mundial                  | Recorde mundial (World record)               |                       | Recorde africano                      | Recorde africano (African) |                                           | Q | Classificado por posição (Qualified) |
| Recorde dos Jogos Pan-Americanos | Recorde pan-americano (Pan-American record)  | Recorde da América    | Recorde da América (Americas)         | q                          | Classificado por melhor tempo (Qualified) |   |                                      |
| Melhor marca do ano              | Melhor marca do ano (World leading)          | Recorde asiático      | Recorde asiático (Asian)              | DNS                        | Não largou (Did not start)                |   |                                      |
| Recorde nacional                 | Recorde nacional (National record)           | Recorde europeu       | Recorde europeu (European)            | DNF                        | Não terminou (Did not finish)             |   |                                      |
| Recorde pessoal                  | Recorde pessoal do atleta (Personal best)    | Recorde da Oceania    | Recorde da Oceania (Oceania)          | DSQ / DQ                   | Desclassificado (Disqualified)            |   |                                      |
| Recorde da temporada             | Recorde da temporada do atleta (Season best) | Recorde sul-americano | Recorde sul-americano (South America) | NM                         | Sem marca (No mark)                       |   |                                      |